# یانتی سومر
یانتی سومر (فنلاندی: Yanti Somer؛ زاده ۲۹ فوریه ۱۹۴۸) بازیگر فنلاندی است.
او  در بیش از پانزده فیلم ظاهر شد که عمدتاً در تولیدات فرانسوی و ایتالیایی بودند.
از فیلم‌های معروف او می‌توان به بازی در بازگشت سپیددندان، مرد بی‌رحم، مردی از شرق، نبرد ربات‌ها، افکار شیطانی و هنوز ترینیتی هستم اشاره کرد.